# Şivan Perwer
Şivan Perwer (Viranşehir, 23 de dezembro de 1955) é um poeta, escritor, professor de música, cantor e intérprete curdo de Bağlama. Perwer fugiu da Turquia em 1976 devido aos tons políticos da sua música e viveu por 37 anos em exílio até ao seu regresso a Diyarbakir em 16 de novembro de 2013. Perwer também possui vários doutoramentos honorários em música.

## Nascimento e início da vida
Şivan (que significa pastor em curdo) Perwer nasceu como İsmail Aygün em Siverek em Turquia, em 23 de dezembro de 1955. No entanto, isso não pode ser comprovado pelo fato de a maioria dos habitantes da parte turca do Curdistão não ter recebido educação e, como resultado, não registar regularmente nascimentos em conservatórias de registo logo após o nascimento. Por conseguinte, é muito provável que o seu nascimento tenha sido registrado algum tempo após a sua data de nascimento real, como cidadão turco.
Quando era criança, Perwer foi exposto à música curda desde muito jovem, o que fez dele o quem é hoje.

## Biografia
Durante 25 anos, as canções de Perwer foram proibidas no Iraque, na Síria e na Turquia porque são cantadas em curdo e frequentemente citam a opressão contra o povo curdo no Médio Oriente, em especial na Turquia.